# دکتر هشتم
دکتر هشتم یکی از تجسم‌های دکتر است، قهرمان مجموعه تلویزیونی علمی-تخیلی بی‌بی‌سی، دکتر هو است. او توسط پل مک‌گان به تصویر کشیده شده‌است.
این شخصیت در فیلم تلویزیونی ۱۹۹۶ دکتر هو، که یک قسمت آزمایشی و تلاشی ناموفق برای بازراه اندازی مجدد مجموعه بود پس از کنسل شدن در ۱۹۸۹ بود، ظاهر شد. در حالی که دکتر هشتم در ابتدا تنها یکبار در تلویزیون ظاهر شد، ماجراهای او به‌طور گسترده در رسانه‌های مشتق بعدی، از جمله بیش از ۷۰ پادکست با بازی مک گان به تصویر کشیده شد. در ۲۰۱۳، مک گان دوباره این نقش را در مینی اپیزود " شب دکتر " تکرار کرد، که ماجراجویی نهایی دکتر هشتم و تجدید حیاتش به دکتر جنگ (با بازی جان هرت) را به نشان می‌دهد.
در روایت سریال، دکتر ارباب زمان بیگانه چندصدساله از سیاره گلفری است که به‌طور مکرر به همراه همراهانش با سفینه‌اش تاردیس در زمان و فضا سفر می‌کند. در پایان زندگی اش، دکتر می‌تواند بدن خود را تجدید حیات کند. در نتیجه، ظاهر بدنی و شخصیت او تغییر می‌کند.
مک گان هشتمین تجسم این شخصیت را، پرشور، مشتاق و عجیب و غریب به تصویر می‌کشد. تنها همراه او در این فیلم تلویزیونی گریس هالووی (دافنه اشبروک)، پزشکی که عمل جراحی او تا حدی مسئول تجدید حیات دکتر است. ادامه ماجراهای این شخصیت در پادکست‌ها، رمان‌ها و کمیک استریپ‌ها، او در کنار دیگر همراهان از جمله چارلی «ماجراجوی ادواردی» دستری بیگانه و انسان‌های امروزی لوسی و سم نشان داده شده‌است.